# Невестино (област Бургас)
 Тази статия е за селото в Област Бургас.  За другите села с това име вижте Невестино.  
Невестино е село в Югоизточна България. То се намира в община Карнобат, област Бургас.

## География
Невестино е разположено в южното подножие на Карнобатската планина. Републикански път II-73 минава покрай селото, за което има отбивка отстояваща на 3.5 км от центъра на селото. Карнобат е на 13 км, а Бургас на 60 км. Невестино е известно с лозовите си масиви намиращи се в най-източната част на подбалканския лозаро-винарски район „Розова – долина“. Отглеждат се прословутите сортове мускат отонел, червен мискет, както и каберне – совиньон, памид и други. „Ачмите“, „Качка“, „Опашката“ и т.н. са местности служещи за ориентир и наименование на различните лозови масиви покрай селото.

## История
Старото му име е Герделии. Старото име идва от това, че по време на османската власт, селото е нападано и опожарявано от турците, а селяните за да преживеят после са правели големи (човешки бой) глинени гърнета наречени „гердели“, които са заравяли в земята, а в тях са насипвали зърно.
Според Славчо Чанев в книгата му „Сигмен, имена и хора“, се прави предположението, че при осъвременяване на старото име Гердалии на Невестино през 1934 г., се е изхождало най-вероятно от значението на думата гердза – „жена, която се гизди, която се конти“, от турското герес, герджик-гиздав, спретнат, хубав. във връзка и с гердек – „брачно легло“.
Невестино се причислява към северните села от бившата Карнобатска околия, които имат общо икономическо и историческо развитие и се различават по своята материална култура от селата на юг от Карнобат. Благоприятстващото за развитието на селата в този район е географското положение – плодородната Карнобатска котловина и важния Ришки проход използван още от древността. Най-старите селища, запазени от Средновековието, са разположени именно от двете страни на Ришкия проход – Прилеп, Лозарево, Подвис, Костен, Раклица.
Но наличието на прохода е оказвал влияние и на етническия състав на населението, заради нашествията. Тук българите живеели смесено с турското население, но винаги са имали числен превес. Чуждите пътешественици минавали по тези земи и прохода в XVI, XVII и XVIII в. споменават почти всички тези села.
Интересни и ценни са сведенията, които получаваме за с. Герделии от османотурските документи преведени от проф. Е. Грозданова. Те засягат облагането на немюсюлманското население в пределите на Османската империя с данъка джизие. Той принадлежи към шериатските данъци. Той дава израз на религиозната дискриминация спрямо поданиците друговерци в Османската империя. В българските и останалите земи под османска власт той се изисква ежегодно от християни и юдеи, като правило в полза на държавната хазна. Данъкът е паричен и с течение на времето се увеличавал многократно и около средата и втората половина на XVII в. постъпленията от него съставляват от 1/5 до 1/4 от всички парични приходи на империята. До 1690 г. джизието се разпределя по облагателни единици „хане“ (от перс. дом, къща). Най-често то съответства на немюсюлманско домакинство от мъж и жена, без или с деца. Според случая обаче то може да има по-широки или по-тесни рамки.
Според тези османски официални документи за броя на немюсюлманското население в с. Герделии през:
„1639 г. – има 29 ханета, от които 10 нови (немюсюлмански домакинства), според списъка за джизието на неверниците във вилаета на самия стар Сюзеболу (гр. Созопол) в каза Рускасри.“
"1688 г. – има 63 „ханета“ в каза Карън абад (гр. Карнобат)."
За сравнение съседните села имат съответно – с. Сункурлъ (дн. гр. Сунгурларе) – 36 „ханета“, с. Курдкуд (дн. с. Вълчин) – 13 „ханета“, с. Секбан (дн. с. Сигмен) – 22 „ханета“. За този период с. Искеле-и Бергос (в превод: пристанище на Бургас) дн. гр. Бургас е с едва 11 „ханета“.
Данните от тези османски официални документи ни дава основание да допуснем, че с. Герделии (дн. с. Невестино) е било с голям брой християнско българско население в сравнение с останалите села в региона, което пак доказва патриархалната му затвореност.
Но все пак за периода на XVII в. или дори и по-рано има доказателства за преселвания в Невестино на българското население полянци от Северна България. Това твърдение е направено въз основа на езиково – исторически и диалектоложки анализ. Полянците се разселват на юг през старопланинските проходи и се установяват в карнобатските села Подвис, Прилеп, Костен, Лозарево, Климаш, Невестино, Сигмен, Искра, Огнен и Терзийско, а така също и в отделни села в Сливенско, Ямболско и Бургаско, чак до северните склонове на Странджа планина.
Въпреки сходните икономически и най-вече културни връзки обединяващи всички тези села, селата в подножието на Карнобатската планина и в откритите мочурливи места в поречието на река Мочурица – Невестино, Сигмен, Искра, Мъдрино и Кликач, са преживели много по-страшни мизерии и нищета от тези разположени от двете страни на прохода. Тук българите живеели в сламени къщи, изградени от керпич, били гладни и парцаливи – единственото нещо за ядене бил изпеченият в гореща пепел хляб. Поради многото нашествия и променяща се обстановка, хората в селата водели затворен патриархален живот и това довело до ясното им разграничаване в културата и бита спрямо близките села, разположени на юг от Карнобат. Главните занаяти са били земеделие и скотовъдство. Поради благоприятните природо-географски условия отрано тук се е издигнало лозарството по склоновете на малката Карнобатска планина. Занаятчийството и търговията не били развити, въпреки наличието на важна пътна артерия. Тук затвореното натурално стопанство в края на XVIII в. и началото на XIX в. се разпадало бавно. а липсата на сношения не давала възможност за проникване на нови културни влияния в бита и традициите на района.

## Население
| Година | 1880 г. | 1884 г. | 1887 г. | 1892 г. | 1900 г. | 1905 г. | 1910 г. | 1920 г. | 1926 г. | 1934 г. | 1946 г. | 1956 г. | 1965 г. | 1972 г. |
| ------ | ------- | ------- | ------- | ------- | ------- | ------- | ------- | ------- | ------- | ------- | ------- | ------- | ------- | ------- |
| Жители | 620     | 673     | 674     | 750     | 728     | 839     | 887     | 907     | 1016    | 1126    | 1247    | 1034    | 1023    | 808     |

Данни от преброявания на населението на България според Статистическото бюро, Главна дирекция на статистиката, Централно статистическо управление, Национален статистически институт
| Година | 2002 г. | 2003 г | 2004 г. | 2005 г. | 2006 г. | 2007 г. | 2008 г. | 2009 г. | 2010 г. | 2011 г. | 2012 г. | 2013 г. | 2014 г. | 2015 г. | 2016 г. | 2017 г. | 2018 г. |
| ------ | ------- | ------ | ------- | ------- | ------- | ------- | ------- | ------- | ------- | ------- | ------- | ------- | ------- | ------- | ------- | ------- | ------- |
| Жители | 734     | 713    | 695     | 672     | 669     | 679     | 661     | 642     | 633     | 573     | 554     | 539     | 526     | 510     | 497     | 481     | 475     |

Данни според ИНФОСТАТ 
Още в старите турски документи за събирания данък джизие през 1688 г. се съобщава, че в Герделии има 63 ханета, което условно може да се приравни на приблизително 315 души християни и е най-голямото поселище от съседните му.
В пределите на Източна Румелия през 1880 г. село Герделии е имало 76 къщи със 102 семейства и общо население от 620 души, като всички са българи, няма турско население. Има само 33 души циганско население. Това отново доказва чисто българския характер на селото и неговата патриархална затвореност.
От 1880 г. до 1946 г. числеността на населението почти без изключения е нараствало, което се обуславя от близостта му до важна пътна артерия, близостта на Карнобат, както и възможността за прехрана и поминък, благодарение на плодородната земя в землището на селото.
Промените от 1944 г. в България и започването на комунистическия режим се отразяват негативно върху числеността на населението, основно поради бързата индустриализация на страната, изразяваща се в бързо изграждане на заводи и фабрики в големите градски центрове. Голяма част от селското население се отправя към градовете с надежда за по-добра прехрана и реализация. Тази негативна тенденция се запазва и до наши дни, като все пак възможността за развитие на земеделие и лозарство задържат част от населението.

## Обществени институции и забележителности
- В с. Невестино има читалище „Просвета-1928 г.“, построено с църковната помощ на Сливенската епархия

- Клуб на пенсионера
- Детска певческа група и самодейци пенсионери
- Църква „Свети Георги Победоносец“ – построена през 1880 г. от тревненски майстори
- Лозанската чешма – на 3 км от селото
- В парка в централната част на селото до църквата е изграден паметник, изработен от каменни плочи и мраморна плоча отпред с надпис. Представлява правоъгълник с височина 2,00 м, широчина 1,50 м и дебелина 0,50 м. Паметникът е посветен на загиналите във Втората световна война. Надписи на паметника: „В памет на загиналите в Отечествената война 1944 – 1945“. Списък на загиналите: ред. Димитър Р. Жеков род на 15.03.1921 г. убит на 09.03.1945 г. край с. Драва – Соболч Унгария, мл. серж. Сивил Д. Стоичев род. на 19.03.1919 г. убит на 18.11.1944 г. гр. Куршумлии – Югославия, ред. Желю Р. Куцаров род. на 15.11.1914 убит на 11.09.1944 край гр. Кула[14]
- ЗПК Надежда[15]

## Културни и природни забележителности
От 2007 г. селото има сбор, който се провежда на първата събота от месец май.